# کارلا وارد
کارلا وارد (انگلیسی: Carla Ward؛ زادهٔ ۲۱ دسامبر ۱۹۸۳) بازیکن فوتبال اهل بریتانیا است.